# Simfonia núm. 5 (Kantxeli)
La Simfonia núm. 5 En memòria dels meus pares va ser composta per Guia Kantxeli el 1977. Es va estrenar el 27 de febrer de 1978 a Tbilisi, interpretada per l'Orquestra Simfònica Estatal de Geòrgia dirigida per Djànsug Kakhidze. Va ser una comanda de l'editorial de G. Schirmer de Nova York. Té una durada d'uns 26 minuts.

## Origen i context
Dedicada a la memòria dels seus pares, evoca un món que pretén aniquilar els valors morals i estètics. Una composició plena de tragèdia que constantment tracta d’esborrar qualsevol rastre de melodia. Les idees infantils són brutalment desfetes, com si volgués posar en evidència la pèrdua de la innocència juvenil. De totes les obres de Kantxeli, la Cinquena Simfonia és la menys optimista.

## Música
La Cinquena Simfonia, que segueix els patrons de les anteriors, s’inicia amb un solo de clavicèmbal. Després apareix una interrupció brusca, un esquema que es repetirà diverses vegades. És una de les simfonies més intenses i desesperades del conjunt. Un crescendo anunciat pels timbals condueix a un clímax intens, construït a partir d’una distorsió de les notes inicials del clavicèmbal. Tornen a aparèixer notes suspeses. Una curta reaparició del clavicèmbal es veu interrompuda per entrades sobtades de l’orquestra, que tracta de fixar-se en una tonalitat concreta però no ho aconsegueix.
A la part central, després d’una pausa, s’obre una secció de desenvolupament que fa créixer lentament les línies melòdiques des de les notes suspeses. La música s’escalfa, amb el clavicèmbal intentant recuperar les notes inicials, fins que la tensió puja amb entrades brusques de les cordes sobre un ritme marcat pel tam-tam i motius rítmics que dominen l’escena. El clavicèmbal intenta recuperar la melodia però és tallat per dissonàncies. Les notes suspeses reapareixen i, quan sembla que s’arriba a la resolució, una entrada orquestral violenta la trenca. La simfonia acaba amb les notes suspeses i unes simples notes del clavicèmbal que deixen la conclusió oberta.
En el seu drama intens i la profunda emotivitat, la Cinquena Simfonia recorda la música de cinema, amb una marcada influència de l’esperit de Prokófiev i Xostakóvitx.